# لیلی (عروسک سنتی لری)
لَیلی (همچنین بَهیگ یا بَویگ) یک عروسک مفصلی رقصنده است که به‌طور سنتی در میان مردم لرتبار (غالباً بختیاریها و لرهای جنوبی)ایران مرسوم بوده‌است. این عروسک طی گذر زمان و شهرنشینی گسترده جوامع روستایی و عشایری در حال فراموشی بود ولی اخیراً حرکتهایی برای احیای آن آغاز شده‌است،

## واج ریشه
منشأ نام لیلی مورد سؤال است و نظریه‌های گوناگونی دربارهٔ آن وجود دارد. نام بَویگ (بَهیگ) در لُری به معنای عروس است. این واژه به زنانگی، جوانی و نشاط این شخصیت عروسکی اشاره دارد.

## ساختار و کارکرد
کودکان می‌توانند این عروسک را با کشیدن رشته نخی که به دستشان می‌بندند به رقص درآورند. ساختار این عروسک مفصلی ساده و جالب است. مواد طبیعی ترکیب اصلی ساختار عروسک هستند و در کنار آن سکه و پولک، مهره‌های شیشه‌ای و همچنین نوارهای رنگی برای تزئین بکار گرفته می‌شوند.
عروسکها و ماسکها در واقع اجازه بروز فعالیت‌هایی را فراهم می‌کنند که در عالم واقع امکان آن وجود ندارد. برای مثال در دوره قاجار، یکی از شیوه‌های ابراز ناخشنودی مردم از شرایط جامعه در سایه خفقان و ترس از انتقاد، گسترش عروسک و خیمه شب بازی بود که در ضمن آن مردم بدون ترس از حاکمان و شرایط جامعه، حرفهای خود را منتقل می‌کردند. عروسک لیلی به علاوه نقشی مهم در نمایش و ماندگاری سنتهای فرهنگی ایفا می‌کند که بتدریج در جامعه شهری در حال کمرنگ شدن هستند. در واقع همگام با جابجایی روستاییان به شهرها برای بهبود شرایط زندگی، زنان بتدریج شروع به پوشیدن پوشش متداول شهری ایرانی (چادر و مانتو) با دامنه نقش و طرح و رنگ اندک کردند. این تمایل به پوشش یکسان شهری سبب کمرنگ شدن تنوع، نقش و نگار و الگوهای لباس محلی لری شده‌است. لیلی تداعی‌کننده پوشش سنتی زنان لر در گذشتهای نه چندان دور است.